# Barrett Blade

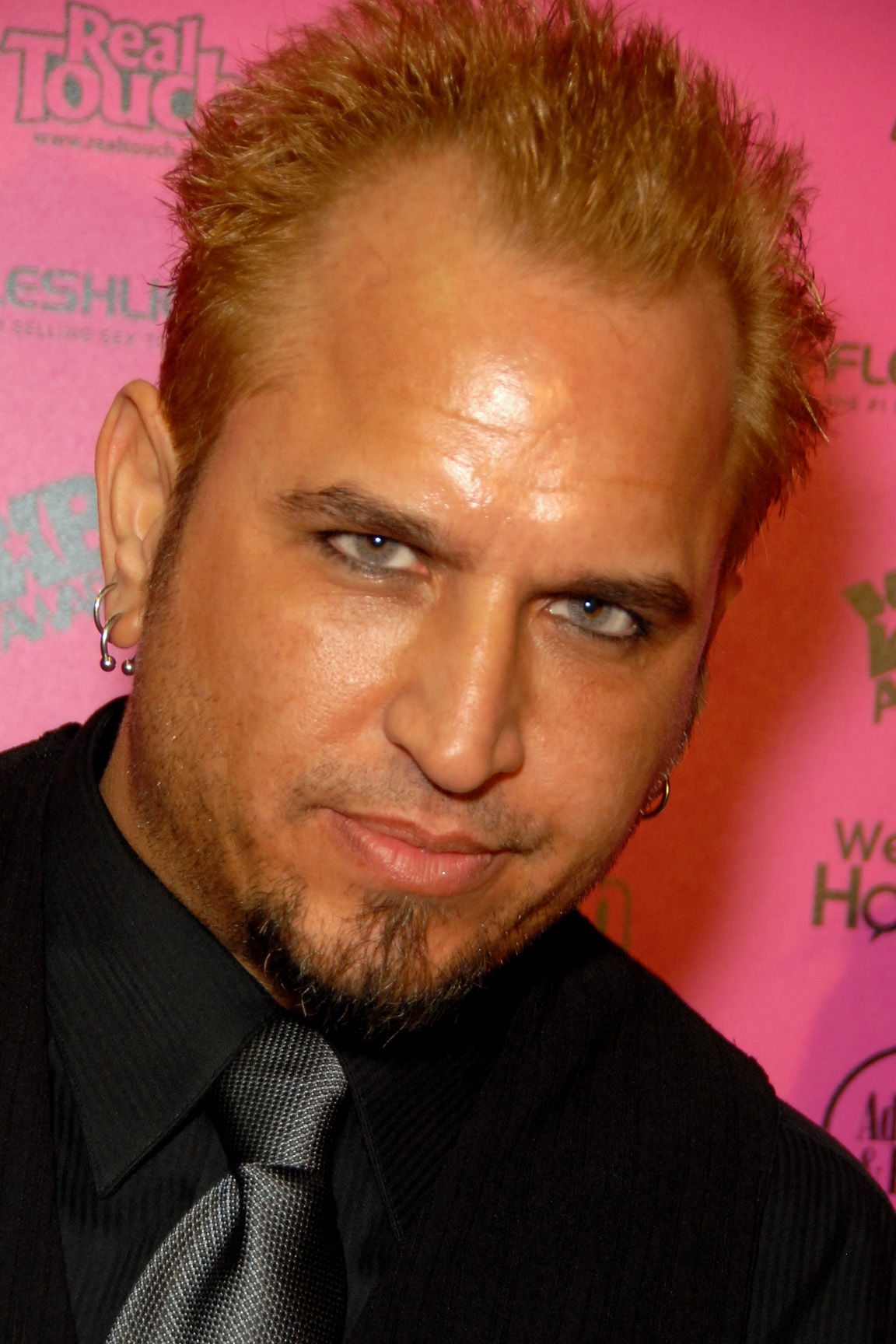
Barrett Blade bei den XBIZ Awards 2010

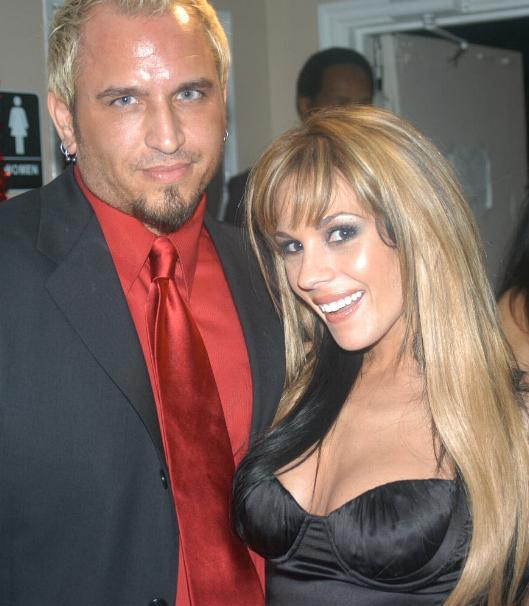
Blade mit seiner damaligen Frau Kirsten Price, 2005

Barrett Blade (* 11. März 1973) ist ein US-amerikanischer Pornodarsteller und -regisseur.

## Biografie
Blade war der Bassist der Rockband Dial 7, die in Clubs in Los Angeles spielte, und wurde später von Warner Brothers Records entdeckt. Seine Band bekam einen Vertrag und trat als Vorgruppe für Foo Fighters, Incubus, Run DMC, System of a Down und No Doubt auf.
Als Pornodarsteller wurde Blade durch seine Rolle als Carter im Roadmovie-Porno Rush des Regisseurs Nic Andrews bekannt. Er spielte in diesem Film die Hauptrolle an der Seite seiner Freundin Devon, die er managte und durch die er selbst 2001 in die Pornobranche kam. Er hat in ca. 390 Filmen mitgewirkt und 120 Filme als Regisseur gedreht. 2005 wurde Barrett Blade für seine Darstellung an der Seite von Jesse Jane in dem Film Loaded der Produktionsfirma Digital Playground als bester Schauspieler mit dem AVN Award ausgezeichnet. Blade spielt auch in Whorecraft Season 2: 1 Birth of Destruction.
Blade war mit der Darstellerin Devon verlobt. Am 9. Oktober 2004 heiratete er die Darstellerin Kirsten Price, ist aber mittlerweile geschieden. Seit 2022 ist Blade mit der US-amerikanischen Pornodarstellerin Stormy Daniels verheiratet.

## Auszeichnungen
- 2005: AVN Award: „Best Actor-Video“ für Loaded
- 2005: AVN Award: „Best Three Way Sex Scene – Video“ zusammen mit Dani Woodward und Kurt Lockwood
- 2006: Temptation Award als Best Actor – Video in Dark Angels 2: Bloodline[2]
- 2008: AVN Award: „Best Supporting Actor – Video“ (in Coming Home)
- 2013: Aufnahme in die NightMoves Hall of Fame
- 2014: Aufnahme in die AVN Hall of Fame[3]

## Filmografie (Auswahl)
- 2002: Rush
- 2003: No Limits
- 2004: Loaded
- 2005: Dark Angels 2
- Whorecraft Season 2
- 2006: The Visitors
- 2007: Coming Home
- 2010: Speed (Pornofilm)